# 33rd Street (metropolitana di New York)
33rd Street (IPA: [ˈθɜrˌti-θɜrd strit]) è una fermata della metropolitana di New York situata sulla linea IRT Lexington Avenue. Nel 2015 è stata utilizzata da un totale di 9 701 723 passeggeri.

## Storia
La stazione, i cui lavori di costruzione ebbero inizio nel 1900, venne aperta il 27 ottobre 1904, come parte della prima linea metropolitana sotterranea di New York, gestita all'epoca dall'Interborough Rapid Transit Company. Nel 1948 le banchine della stazione furono allungate per accomodare i nuovi treni composti da dieci carrozze. Il 17 settembre 2004 la stazione venne inserita nel National Register of Historic Places.

## Strutture e impianti
33rd Street è una fermata sotterranea con due banchine laterali e quattro binari, i due esterni per i treni locali e i due interni per quelli espressi. La stazione non ha un mezzanino e i tornelli si trovano al livello delle banchine. È posizionata sotto Park Avenue South e possiede un totale di nove ingressi: cinque sono posti all'incrocio tra Park Avenue South e 33rd Street e quattro presso l'incrocio tra Park Avenue South e 32nd Street.

## Movimento
La stazione è servita dai treni di tre linee della metropolitana di New York:
- Linea 4 Lexington Avenue Express, attiva solo di notte;[9]
- Linea 6 Lexington Avenue/Pelham Local, sempre attiva;[10]
- Linea 6 Lexington Avenue Local/Pelham Express, attiva solo nelle ore di punta.[10]

## Interscambi
La stazione è servita da diverse autolinee gestite da MTA Bus e NYCT Bus.
- Fermata autobus